# 오소르노현
오소르노현(스페인어: Provincia de Osorno)은 칠레 로스라고스 주를 구성하는 4개의 현 가운데 하나로 현도는 오소르노이며 면적은 9,223.7km2, 인구는 221,496명(2012년 기준), 인구 밀도는 24명/km2이다.